# کاستلسارازن
کاستلسارازن (به فرانسوی: Castelsarrasin) یک کمون در فرانسه است که در تارن-ا-گارون واقع شده‌است.

## خصوصیات
کاستلسارازن ۷۶٫۷۷ کیلومترمربع مساحت و ۱۳٬۲۹۵ نفر جمعیت دارد و ۸۴ متر بالاتر از سطح دریا واقع شده‌است.

## خواهرخوانده
شهر فیومه ونتو خواهرخواندهٔ کاستلسارازن هست.